# Башенная улица (Баку)
Башенная (Гюлля) улица (азерб. Qüllə küçəsi) — улица в Баку, в историческом районе Ичери-шехер (Старый город), начинается от проспекта Нефтяников, заканчивается примыканием к улице Бёюк Гала. Один из главных туристических маршрутов города.

## История
Одна из старейших улиц города, часть древнего караванного пути. Вела от Шемахинских крепостных ворот к главной рыночной площади.

## Застройка
д. 2 — бывший караван-сарай Buxara
д. 9 — бывший караван-сарай
д. 12 — бывший караван-сарай Мултани («Индийский», XV век)
д. 20 — бывший дом Абдул-Манафа Алекперова («Юч гардаш еви», 1903)

## Достопримечательности
Девичья башня
д. 17 — Дом с кошками

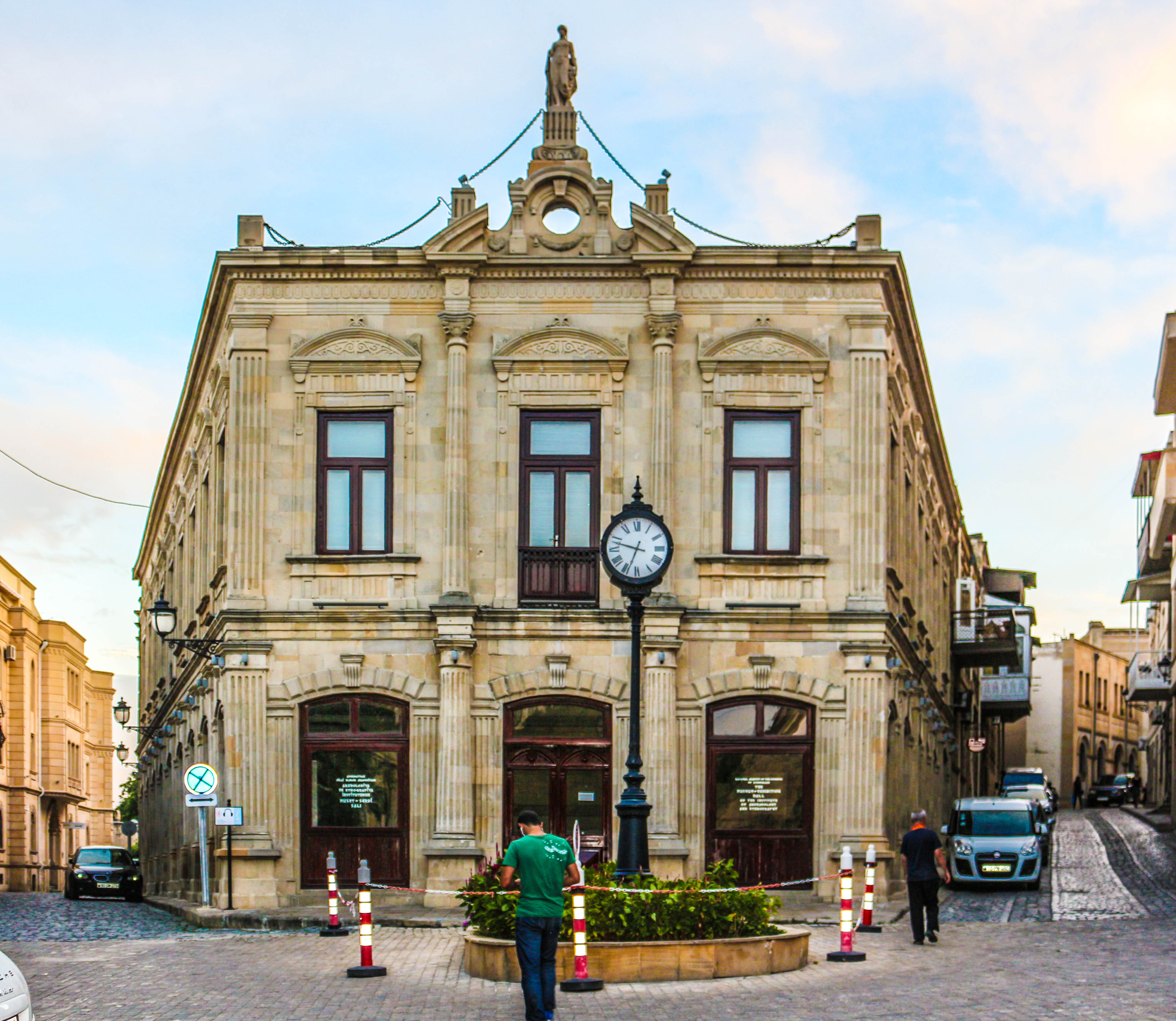
«Дом с цепями»

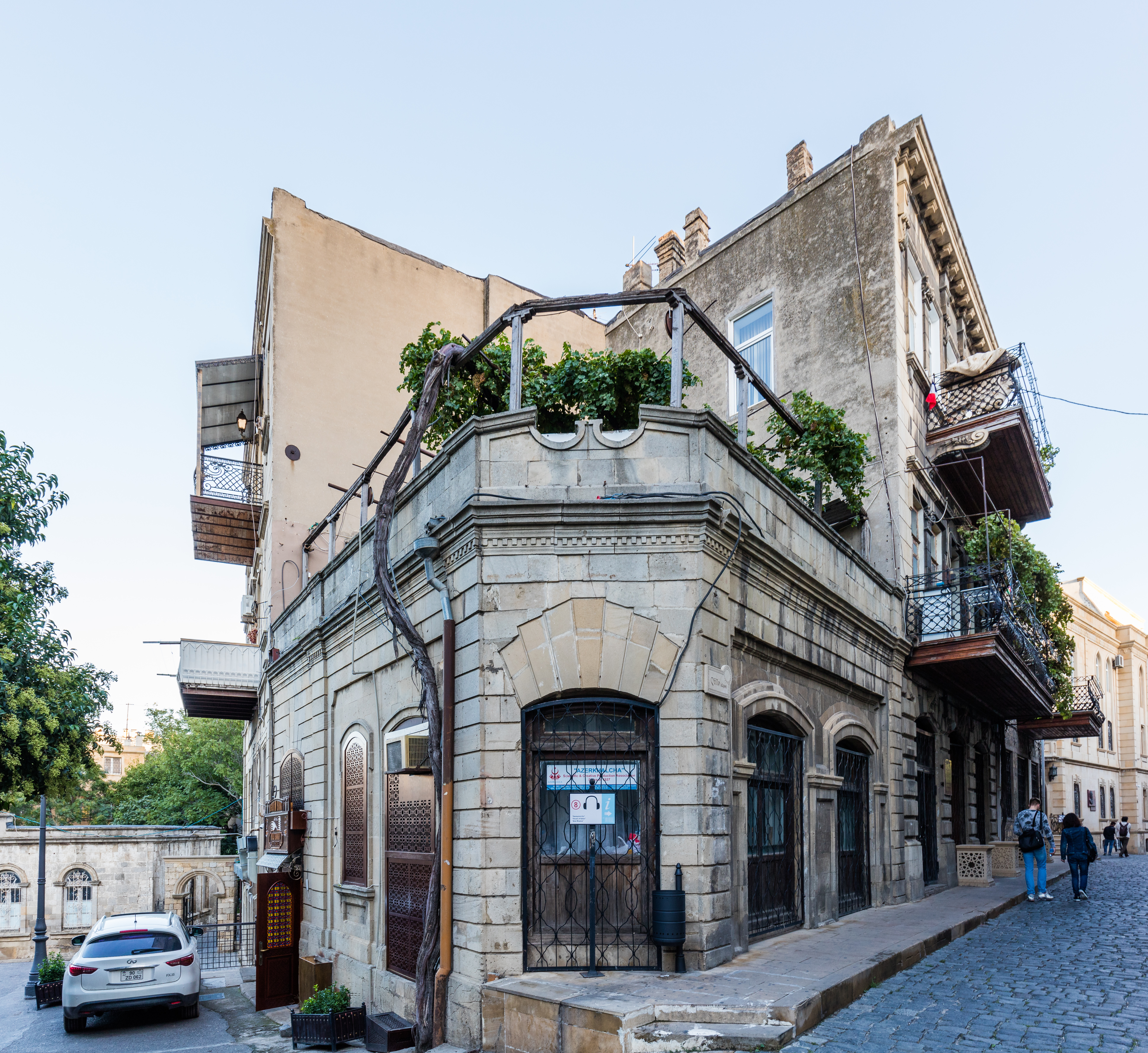
Дом Алекперова

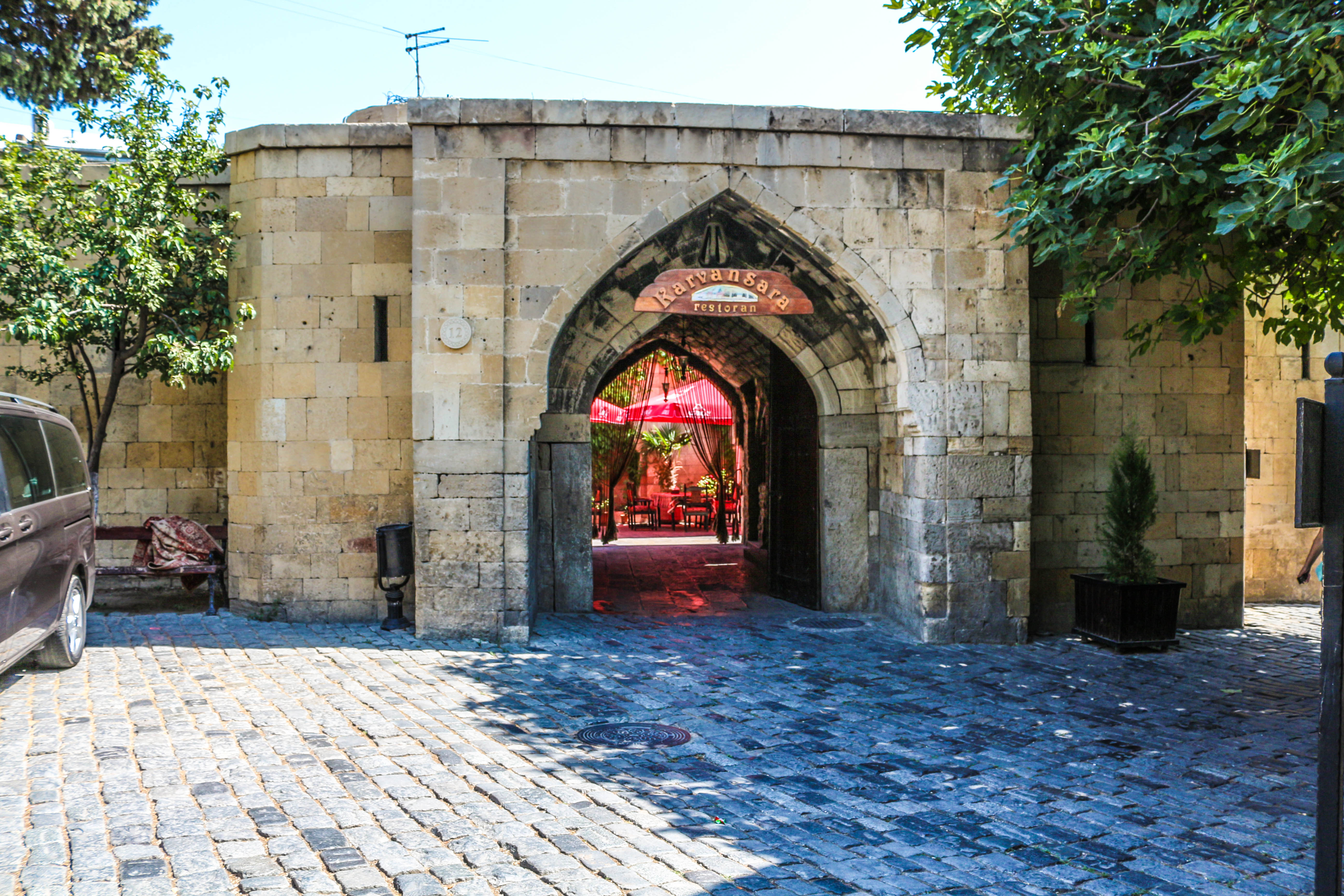
Караван-сарай Мултани

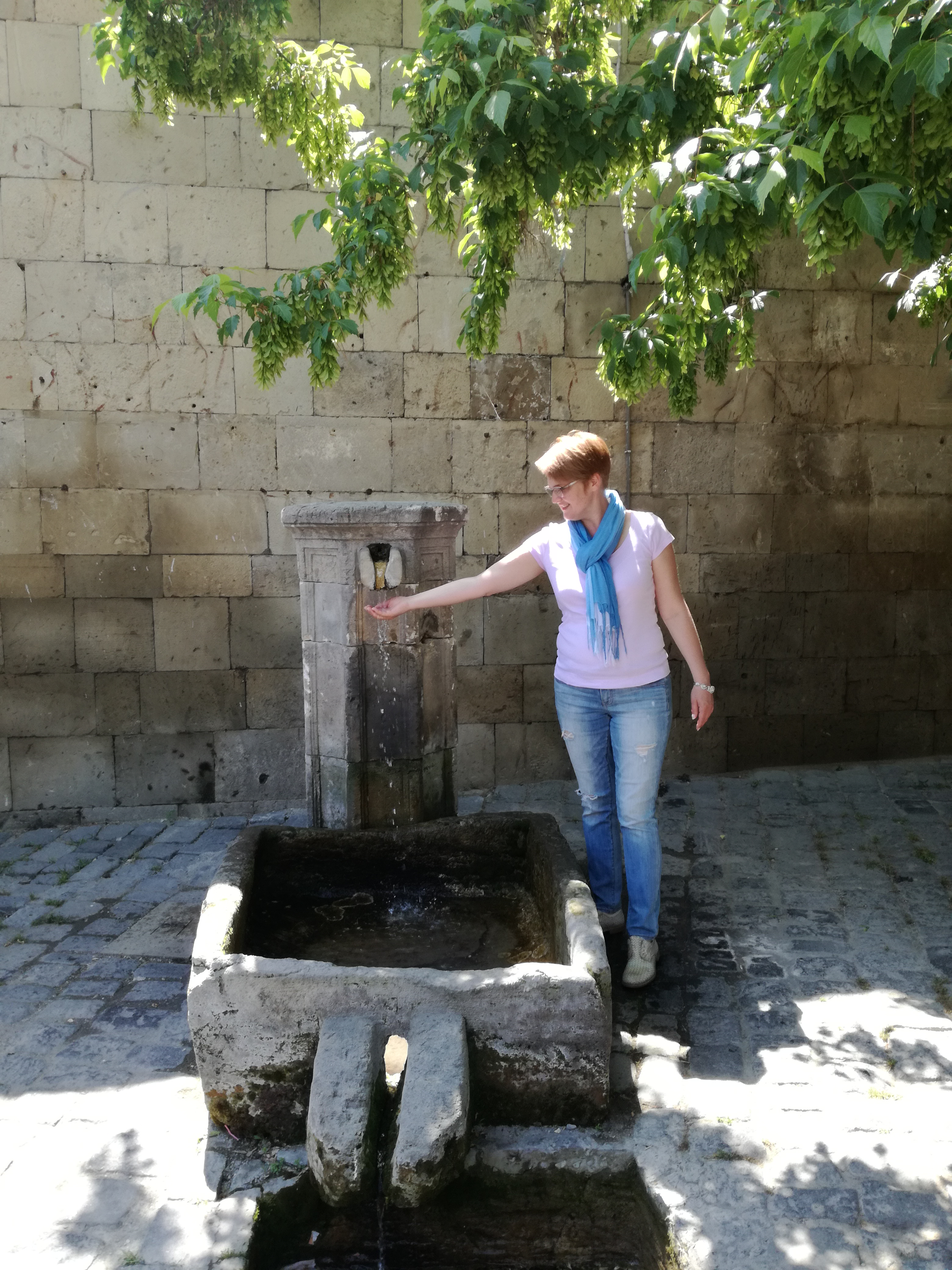
Источник воды на Башенной улице

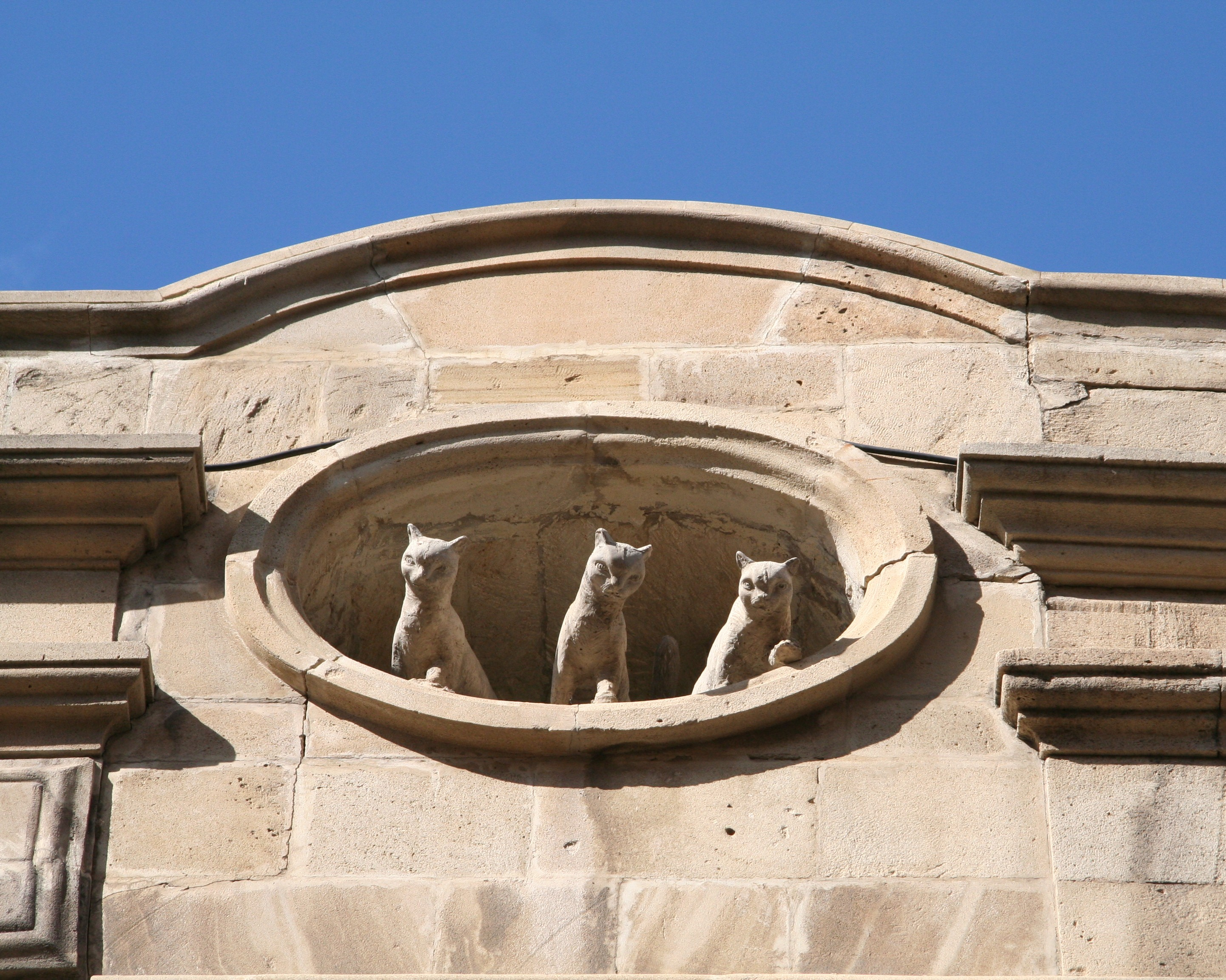
Дом с котами (№ 17)

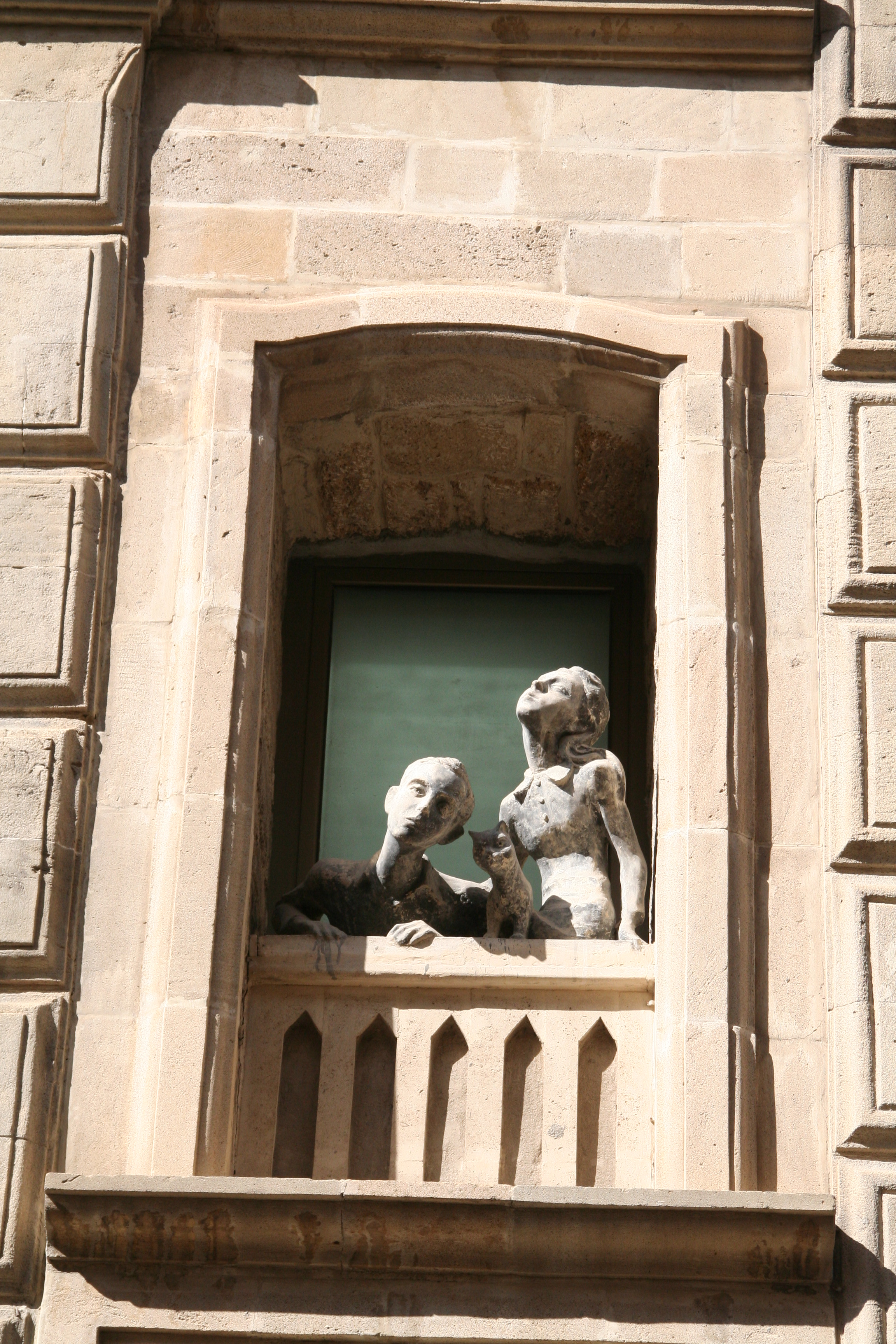
№ 17

д. 18 — Дом-музей мастера ковроделия народного художника Азербайджанской ССР Камиля Алиева (1921—2005), в этом доме художник прожил последние 11 месяцев своей жизни и скончался в 83-летнем возрасте.
д. 19 — «Дом с цепями» (здание занимает Музей археологии и этнографии)